# 9395 Saint Michel
9395 Saint Michel eller 1994 PC39 är en asteroid i huvudbältet som upptäcktes den 10 augusti 1994 av den belgiske astronomen Eric W. Elst vid La Silla-observatoriet. Den är uppkallad efter den franska byn Saint Michel l'Observatoire.
Asteroiden har en diameter på ungefär 5 kilometer.